# Április 12.
Április 12. az év 102. (szökőévben 103.) napja a Gergely-naptár szerint. Az évből még 263 nap van hátra.
Névnapok: Gyula + Baldvin, Csaba, Csanád, Csobád, Konstantin, Oxána, Sába, Sebő, Száva, Szavanna, Szépa, Szépe, Szilárd, Zenina, Zénó, Nara

## Események

### Politikai események
- 1241 – A muhi csata második napja.
- 1861 – Kitör az amerikai polgárháború.
- 1922 – Magyarország és Finnország kapcsolatai diplomáciai szintre emelkednek.[1]
- 1938 – Franciaországban megbukik a népfrontkormány.
- 1941 – Horthy Miklós kormányzó Popoff Mihály ortodox nagyprépost, érseki helynököt az ortodox magyar és ortodox ruszin részek adminisztrátorává nevezte ki.
- 1946 – Szíria függetlenné válik Franciaországtól.
- 1981 – A Columbia űrrepülőgép első útjára indul.
- 1992 – Franciaországban megnyílik az Disneyland.
- 2003 – Népszavazás Magyarország EU-tagságáról
- 2006 – Ľubomír Bulík altábornagy, szlovák vezérkari főnök meghívására hivatalos látogatásra (Szlovákiába) érkezik Havril András vezérezredes, vezérkari főnök.
- 2007 – A visegrádi négyek és Ukrajna védelmi minisztereinek pozsonyi találkozója.
- 2008 – I. János Károly király és Zsófia királyné jelenlétében, a madridi Zarzuela palotában leteszi a hivatali esküjét José Luis Rodríguez Zapatero spanyol miniszterelnök.

### Tudományos és gazdasági események
- 1934 - Néhány mosómedvepár kiszabadult a német Hessen tartomány egy vadasparkjából.  melyek mára már 400-500 ezer példányt számláló inváziós fajként folyamatosan egyre nagyobb területet népesítenek be.
- 1961 – Jurij Gagarin űrhajójával elsőként kerüli meg a Földet.

### Sportesemények
Formula–1
- 1981 –  argentin nagydíj, Buenos Aires - Győztes: Nelson Piquet  (Brabham Ford)
- 1987 –  brazil nagydíj, Jacarepagua - Győztes: Alain Prost  (McLaren TAG Porsche Turbo)
- 1998 –  argentin nagydíj, Buenos Aires - Győztes: Michael Schumacher  (Ferrari)
- 2015 –  kínai nagydíj, Shanghai International Circuit - Győztes: Lewis Hamilton  (Mercedes)

### Egyéb események
- 1912 – Az RMS Titanic elindul első útjára az Atlanti-óceánon.
- 1999 – A Seres Zoltán elleni merénylet Tahitótfalun.

## Születések
- 1432 – Habsburg Anna magyar hercegnő, türingiai tartománygrófné, 1442-től 1444-ig I. Ulászló magyar király jegyese, I. Mátyással szemben magyar trónkövetelő 1458-ban, Albert magyar király és Luxemburgi Erzsébet idősebb lánya († 1462)
- 1525 – Alesius Dénes Szapolyai János király udvari papja († 1577)
- 1815 – Rómer Flóris régész, művészettörténész, egyetemi tanár, az MTA tagja († 1889)
- 1852 – Ferdinand von Lindemann német matematikus († 1939)
- 1896 – Szeder János gépészmérnök, sportvezető, országgyűlési képviselő († ?)
- 1907 – Eugène Chaboud (Eugène Marius Chaboud) francia autóversenyző († 1983)
- 1910 – Ko Csao kínai matematikus († 2002)
- 1917 – Robert Manzon (Robert Jean Joseph Manzon) francia autóversenyző († 2015)
- 1919 – Anhalt István kanadai magyar zeneszerző († 2012)
- 1924 – Raymond Barre francia kormányfő († 2007)
- 1931 – Gurnik Ilona Jászai Mari-díjas magyar színésznő († 2018)
- 1933 – Montserrat Caballé spanyol opera-énekesnő († 2018)
- 1936 – Heckenast János Ybl Miklós-díjas magyar építész († 2019)
- 1937 – Hável László magyar színész († 2012)
- 1942 – Carlos Reutemann argentin autóversenyző († 2021)
- 1946 – Ed O’Neill amerikai színész
- 1947 – Boros Lajos magyar énekes, gitáros, rádiós műsorvezető († 2024)
- 1947 – Tom Clancy amerikai író († 2013)
- 1947 – David Letterman amerikai televíziós műsorvezető és producer
- 1952 – Kováts Béla magyar színész
- 1952 – Oszvald Marika Kossuth-díjas magyar operett-énekesnő, színésznő
- 1961 – Christophe Rousset francia csembalóművész, karmester
- 1961 – Corrado Fabi olasz autóversenyző
- 1961 – Berentei Péter magyar táncdalénekes
- 1966 – Kerekes Éva Jászai Mari-díjas magyar színésznő érdemes művész
- 1968 – Alicia Coppola amerikai színésznő
- 1971 – Shannen Doherty amerikai színésznő († 2024)
- 1978 – Riley Smith amerikai színész
- 1978 – Mandy Bright (sz. Réti Katalin) magyar színésznő
- 1979 – Jennifer Morrison amerikai színésznő
- 1979 – Cezar Bădiţă román úszó
- 1980 – Danis Lídia Domján Edit-díjas magyar színésznő
- 1986 – Bogdányi Titanilla magyar színésznő, szinkronszínész
- 1986 – Koburger Soma, a magyar karate válogatott tagja, zenész
- 1987 – Brendon Urie amerikai énekes, zenész
- 1989 – Hanga Ádám magyar kosárlabdázó
- 1989 – Nikoletti Sára magyar szépségkirálynő, grafikus
- 1990 – Francesca Halsall angol úszónő
- 1990 – Jevgenyij Kuznyecov orosz műugró
- 1992 – Berezvai Marcell magyar zenész, zeneszerző, szövegíró († 2017)
- 1994 – Saoirse Ronan amerikai színésznő
- 1994 – Eric Bailly elefántcsontparti labdarúgó
- 1999 – Börcsök Olivér magyar színész

## Halálozások
- 1125 – I. Ulászló cseh fejedelem (* 1065 k.)
- 1550 – Claude de Guise a Guise-ház alapítója, Guise első hercege, kiváló francia hadvezér (* 1496)
- 1555 – II. Johanna kasztíliai királynő (* 1479)
- 1704 – Jacques-Bénigne Bossuet francia egyházi író, hitszónok (* 1627)
- 1782 – Pietro Metastasio olasz költő (* 1698)
- 1797 – Johann Georg Bach német zeneszerző (* 1751)
- 1806 – Boczkó Dániel evangélikus lelkész, püspök (* 1751)
- 1817 – Charles Messier francia csillagász (* 1730)
- 1834 – Kovács János pedagógus, mecénás, az MTA tagja (* 1764)
- 1871 – Dósa Géza magyar festőművész (* 1846)
- 1873 – Hadik Ágoston magyar huszártiszt, az 1848–49-es forradalom és szabadságharc honvéd ezredese (* 1801)
- 1894 – Ludwig Pfau német költő, író, újságíró, forradalmár (* 1821).
- 1899 – Henry Becque francia drámaíró (* 1837)
- 1902 – Alfred Cornu francia fizikus, kiemelkedik a fény sebességére vonatkozó vizsgálataival (* 1841)
- 1918 – Borsos István református lelkész, főiskolai tanár, klasszika-filológus, könyvtáros, numizmatikus (* 1863)
- 1921 – Stevanecz Antal szlovén író, iskolamester (* 1861)
- 1938 – Fjodor Ivanovics Saljapin (Фёдор Иванович Шаляпин) orosz operaénekes (basszus) (* 1873)
- 1941 – Andrássy Klára legitimista, angolszászbarát politikus, újságíró (* 1898)
- 1945 – Franklin Delano Roosevelt az Amerikai Egyesült Államok 32. elnöke, hivatalban 1933–1945-ig (* 1882)
- 1953 – Lionel Logue ausztrál beszédterapeuta (* 1880)
- 1961 – Sarkadi Imre Kossuth-díjas magyar író (* 1921)
- 1962 – Ron Flockhart brit autóversenyző (* 1923)
- 1965 – Carolina Otero, spanyol származású franciaországi táncosnő, színésznő és kurtizán (* 1868)
- 1966 – Sydney Allard brit autóversenyző (* 1910)
- 1985 – Mijagucsi Szeidzsi, japán színész († 1913)
- 1989 – Csurja Tamás magyar operaénekes (bariton) (* 1959)
- 1990 – Luis Trenker (er. Alois Franz Trenker), dél-tiroli osztrák építész, hegymászó, író, színész, filmrendező (* 1892)
- 1996 – Goda Gábor Kossuth-díjas magyar író (* 1911)
- 1997 – George Wald Nobel-díjas (1967) amerikai biofizikus (* 1906)
- 2009 – Marilyn Chambers (er. Marilyn Ann Briggs), amerikai pornószínésznő (* 1952)
- 2012 – Moldován Stefánia magyar opera-énekesnő (* 1929)
- 2013 – Szalai Annamária a Nemzeti Média- és Hírközlési Hatóság  elnöke (* 1961)
- 2018 – Babos Gyula Liszt Ferenc-díjas magyar dzsessz-gitáros (* 1949)
- 2020 – Stirling Moss brit Formula–1-es pilóta (* 1929)

## Nemzeti ünnepek, emléknapok, világnapok
Az űrhajózás világnapja, Gagarin 1961-es útjának emlékére
A Felvidékről kitelepített magyarok emléknapja